# Državna zastava
Državna zastava ili državni stijeg službena je zastava koja je simbol određene države. Oblik je obično propisan ustavom. Sve države svijeta imaju državnu zastavu.
Zastave simboliziraju nacionalnu nezavisnost, suverenost, samostalnost i jedinstvo.
Pravila o isticanju domaćih i stranih zastava u većini država zakonski su regulirani.